# Panomya
Panomya is een geslacht van tweekleppigen uit de familie Hiatellidae.

## Soorten
De volgende soorten zijn bij het geslacht ingedeeld:
- Panomya ampla (Dall, 1898)
- Panomya aquaticavis (Tiba, 1988)
- Panomya nipponica (Nomura & Hatai, 1935)
- Panomya norvegica (Spengler, 1793)
- Panomya priapus (Tilesius, 1822)